# Pourcharesses
Pourcharesses is een gemeente in het Franse departement Lozère (regio Occitanie) en telt 108 inwoners (1999). De plaats maakt deel uit van het arrondissement Mende.

## Geografie
De oppervlakte van Pourcharesses bedraagt 36,7 km², de bevolkingsdichtheid is 2,9 inwoners per km².
De onderstaande kaart toont de ligging van Pourcharesses met de belangrijkste infrastructuur en aangrenzende gemeenten.

## Demografie
Onderstaande figuur toont het verloop van het inwonertal (bron: INSEE-tellingen).

1. ↑  Populations de référence 2022.